# Assumpte dels pasquins
L'assumpte dels pasquins (l'affaire des placards) va ser un esdeveniment que es va produir a França la nit del 17 al 18 d'octubre de 1534 i que va precipitar els esdeveniments que van acabar en les Guerres de Religió. L'assumpte va suposar la fi de les polítiques de conciliació de Francesc I, que anteriorment havien intentat protegir els protestants de les més extremes mesures del Parlament de París, i va generar també els precs públics de Philipp Melanchthon convidant a la moderació.
Els placards van ser uns escrits que es van pegar pels carrers de París i d'altres ciutats de França com a Tours i Orleans aquesta nit. Aquests pasquins van ser fixats fins i tot en la porta del dormitori del rei Francesc I de França en el palau de Amboise.
Els pasquins estaven titulats "Articles veritables sobre els horribles, grans i insuportables abusos de la missa papal, inventada directament contra el Sant Sopar del nostre Senyor, únic mediador i únic Salvador Jesucrist". Els escrits sostenien la posició de Huldrych Zwingli, qui defensava que la presència de Crist en l'Eucaristia és simbòlica. Com l'evocador títol suggereix, van atacar la doctrina de la transubstanciació.
El seu autor era Antoine Marcourt, pastor d'origen picard de Neuchâtel, i van ser impresos per Pierre de Vingle.
Com a resposta, Francesc I va fer professió de fe catòlica i va iniciar la repressió dels protestants, obligant-los a exiliar-se i desencadenant una època turbulenta que no cessaria fins a la promulgació de l'Edicte de Nantes per part del rei Enric IV de França en 1598.